# Lyckliga Vestköping
Lyckliga Vestköping är en svensk komedifilm från 1937 i regi av Ragnar Arvedson.

## Handling
Staden Vestköping väntar på Justus Roséns hemkomst. Rosén har vistats i USA en tid och det ryktas att han har blivit mycket rik. Vestköpings gruva går dåligt och man hittar inga nya fyndigheter. När Rosén till sist kommer hem har han inte särskilt mycket pengar, men när ett guldmynt han betalat en springpojke med växlas in på bank blir folk intresserade av gruvan igen.

## Om filmen
Filmen hade Sverigepremiär den 20 augusti 1937 i Stockholm. Den har också visats i SVT.

## Rollista (i urval)
- Isa Quensel - Anne-Marie Brandt, sekreterare
- Einar Axelsson - ingenjör Lennart Rosén
- Nils Wahlbom - farbror Justus Napoleon Rosén
- Tollie Zellman - Vivi Rosén, Lennarts mor
- Olav Riégo - grosshandlare Theodor Rosén, Lennarts far
- John W. Brunius  Robert Skotte, direktören för Industribanken
- Eric Abrahamsson - Edvard Claesson, direktören för Sparbanken
- Charley Paterson - borgmästaren
- Georg Funkquist - Stadshotellets direktör
- Stig Järrel - Rolf Gånge, författaren
- Olof Sandborg - byråchefen vid Kungl. Utrikesdepartementets juridiska byrå
- Sigge Fürst - arbetare i väntsal
- Holger Löwenadler - Krohn (ej krediterad)[3]